# Црква Вазнесења Господњег у Орашцу
Црква Вазнесења Господњег у Орашцу, насељеном месту на територији општине Аранђеловац, подигнута је 1868. године и припада Епархији шумадијској Српске православне цркве.
По димензијама црква спада у мање, али са складним пропорцијама и једноставним облицима. Додатну уметничку вредност цркви даје иконостас који је осликао Стева Тодоровић. На иконостасу је осликано 24 иконе на којима су представљени светитељи и сцене историје из Новог завета. На северном пиластру је постављена спомен-плоча у част погинулим у Балканским ратовима.
Црква се налази у склопу знаменитог места Орашац.